# Liste des hôpitaux belges
La liste des hôpitaux belges reconnus, classés par province (et pour la Région de Bruxelles-Capitale) est reprise dans le tableau présenté ci-après. Les établissements hospitaliers sont catalogués en hôpitaux généraux, universitaires, catégoriels et psychiatriques tels qu'ils sont reconnus par les autorités compétentes en août 2019.
- Le « N° d'enreg. » fait référence au numéro d'accréditation de l'établissement.
- Sous « Service d'urgence », vous pouvez voir si le campus hospitalier dispose d'un service d'urgence reconnu. Les campus hospitaliers qui disposent uniquement d'une fonction de « premier accueil des urgences » sont indiqués comme « Seulement e.o. ».
- Sous « Accréditation », il est indiqué si l'hôpital est accrédité à l'échelle de l'établissement et, si oui, par quel établissement ou quel programme d'accréditation : Joint Commission International (JCI), Qualicor Europe ou Accréditation Canada International (ACI). S'il y a une astérisque (*) derrière le lien vers l'accréditation, cela signifie qu'en août 2019, l'accréditation n'a pas encore été définitivement accordée, qu'elle n'a été que partiellement accordée ou qu'elle a expiré.
- Sous « Statut », il est indiqué si l'hôpital est géré par une institution gouvernementale publique, une institution privée (organisation à but non lucratif) ou un gouvernement militaire.

La liste ci-dessous ne mentionne que les établissements disposant de lits ou de services hospitaliers reconnus. Cependant, tous les établissements répertoriés ci-dessous ne sont pas des hôpitaux au sens strict, mais ils disposent de lits d'hôpitaux reconnus (par exemple pour la rééducation) et sont donc inclus dans cette liste. Cela concerne principalement les établissements répertoriés comme « hôpitaux catégoriels ». De plus, en plus de leurs campus dotés de lits/services hospitaliers reconnus, les hôpitaux peuvent également disposer de cliniques ambulatoires où ont lieu uniquement des consultations et qui ne figurent donc pas dans cette liste. Étant donné que certains campus hospitaliers n'offrent que des services tels que la radiologie ou l'hôpital de jour et ne disposent pas de lits d'hôpitaux reconnus au sens strict, le nombre de lits reconnus sur ces campus peut également être nul. Enfin, certains hôpitaux ou institutions peuvent avoir un nom et une direction communs, mais sont néanmoins reconnus de manière indépendante et disposent donc d'un numéro d'accréditation distinct. Ceux-ci seront donc répertoriés séparément ci-dessous.

## Fusions
- Le 1er janvier 2025, l'hôpital Notre-Dame et l'hôpital général municipal fusionneront avec 6 campus pour former l’hôpital AZORG. L'hôpital est ainsi le troisième plus grand de Belgique[1].
- Le 1er janvier 2026, le département d'Ostende de l'AZ Saint-Jan et de l'AZ Damiaan fusionneront dans l'AZ Oostende. L'AZ Oostende sera ainsi le seul hôpital d'Ostende. Les deux hôpitaux travaillent déjà ensemble de manière opérationnelle depuis le 1er novembre 2023[2]. On ne sait pas encore ce qu’il adviendra du campus brugeois de l’AZ Saint-Jan[3].
- En 2027, l'AZ Jan Palfijn et l'AZ Saint-Lucas fusionneront en un seul groupe hospitalier. Les deux campus seront conservés. Il n'y a pas encore de nom. Le nouvel hôpital sera un hôpital privé, auquel le CPAS de Gand participera par l'intermédiaire d'une association hospitalière[4].
- Les hôpitaux de Mol et Geel travaillent depuis plusieurs années à un nouveau campus unifié au plus tard en 2040. Les services faîtiers seront auparavant fusionnés en un seul hôpital. Aucune date n'a encore été fixée pour cela. "Il est donc loin d'être certain qu'une fusion aura lieu un jour." [5]

## Anvers
| Hôpitaux généraux | Hôpitaux généraux                          | Hôpitaux généraux                                   | Hôpitaux généraux | Hôpitaux généraux | Hôpitaux généraux | Hôpitaux généraux | Hôpitaux généraux | Hôpitaux généraux | Hôpitaux généraux     |
| N° d'enreg.       | Hôpital                                    | Campus de l'hôpital                                 | Commune           | Lits              | Service d'urgence | Accréditation     | Statut            | Particularités | Site Web              |
| ----------------- | ------------------------------------------ | --------------------------------------------------- | ----------------- | ----------------- | ----------------- | ----------------- | ----------------- | --- | --------------------- |
| 009               | Ziekenhuis aan de Stroom                   | Campus Middelheim - Hôpital des enfants Reine Paola | Anvers            | 700               | Oui               | JCI               | Privé             | - Issu de la fusion de 2 hôpitaux : - Réseau hospitalier d'Anvers (fusion de 9 hôpitaux, 2004) - GZA (fusion de 3 hôpitaux, 2009) - Hôpital général avec caractère universitaire - Plus grand groupe hospitalier de Belgique | www.zas.be/           |
| 009               | Ziekenhuis aan de Stroom                   | Campus Cadix                                        | Anvers            | 355               | Oui               | JCI               | Privé             | - Issu de la fusion de 2 hôpitaux : - Réseau hospitalier d'Anvers (fusion de 9 hôpitaux, 2004) - GZA (fusion de 3 hôpitaux, 2009) - Hôpital général avec caractère universitaire - Plus grand groupe hospitalier de Belgique | www.zas.be/           |
| 009               | Ziekenhuis aan de Stroom                   | Campus Hoge Beuken                                  | Anvers            | 196               | Non               | JCI               | Privé             | - Issu de la fusion de 2 hôpitaux : - Réseau hospitalier d'Anvers (fusion de 9 hôpitaux, 2004) - GZA (fusion de 3 hôpitaux, 2009) - Hôpital général avec caractère universitaire - Plus grand groupe hospitalier de Belgique | www.zas.be/           |
| 009               | Ziekenhuis aan de Stroom                   | Campus Sint-Erasmus                                 | Anvers            | 35                | Non               | JCI               | Privé             | - Issu de la fusion de 2 hôpitaux : - Réseau hospitalier d'Anvers (fusion de 9 hôpitaux, 2004) - GZA (fusion de 3 hôpitaux, 2009) - Hôpital général avec caractère universitaire - Plus grand groupe hospitalier de Belgique | www.zas.be/           |
| 009               | Ziekenhuis aan de Stroom                   | Campus Jan Palfijn                                  | Anvers            | 352               | Oui               | JCI               | Privé             | - Issu de la fusion de 2 hôpitaux : - Réseau hospitalier d'Anvers (fusion de 9 hôpitaux, 2004) - GZA (fusion de 3 hôpitaux, 2009) - Hôpital général avec caractère universitaire - Plus grand groupe hospitalier de Belgique | www.zas.be/           |
| 009               | Ziekenhuis aan de Stroom                   | Campus Sainte-Élisabeth                             | Anvers            | 181               | Non               | JCI               | Privé             | - Issu de la fusion de 2 hôpitaux : - Réseau hospitalier d'Anvers (fusion de 9 hôpitaux, 2004) - GZA (fusion de 3 hôpitaux, 2009) - Hôpital général avec caractère universitaire - Plus grand groupe hospitalier de Belgique | www.zas.be/           |
| 009               | Ziekenhuis aan de Stroom                   | Campus Joostens                                     | Zoersel           | 60                | Non               | JCI               | Privé             | - Issu de la fusion de 2 hôpitaux : - Réseau hospitalier d'Anvers (fusion de 9 hôpitaux, 2004) - GZA (fusion de 3 hôpitaux, 2009) - Hôpital général avec caractère universitaire - Plus grand groupe hospitalier de Belgique | www.zas.be/           |
| 099               | Ziekenhuis aan de Stroom                   | Campus Saint-Augustin                               | Anvers            | 574               | Oui               | JCI               | Privé             | - Issu de la fusion de 2 hôpitaux : - Réseau hospitalier d'Anvers (fusion de 9 hôpitaux, 2004) - GZA (fusion de 3 hôpitaux, 2009) - Hôpital général avec caractère universitaire - Plus grand groupe hospitalier de Belgique | www.zas.be/           |
| 099               | Ziekenhuis aan de Stroom                   | Campus Saint-Vincentius                             | Anvers            | 336               | Oui               | JCI               | Privé             | - Issu de la fusion de 2 hôpitaux : - Réseau hospitalier d'Anvers (fusion de 9 hôpitaux, 2004) - GZA (fusion de 3 hôpitaux, 2009) - Hôpital général avec caractère universitaire - Plus grand groupe hospitalier de Belgique | www.zas.be/           |
| 099               | Ziekenhuis aan de Stroom                   | Campus Saint-Joseph                                 | Mortsel           | 102               | Urgences limitées | JCI               | Privé             | - Issu de la fusion de 2 hôpitaux : - Réseau hospitalier d'Anvers (fusion de 9 hôpitaux, 2004) - GZA (fusion de 3 hôpitaux, 2009) - Hôpital général avec caractère universitaire - Plus grand groupe hospitalier de Belgique | www.zas.be/           |
| 026               | Hôpital Général Saint-Martin               | Hôpital Général Saint-Martin                        | Malines           | 643               | Oui               | NIAZ              | Privé             | - Issu de la fusion de 3 hôpitaux (2006) - Fait partie du groupe de soins Emmaüs | www.azsintmaarten.be  |
| 063               | Hôpital Général Turnhout                   | Campus Sainte-Élisabeth                             | Turnhout          | 342               | Oui               | NIAZ              | Privé             | Issu de la fusion de 2 hôpitaux (2009) | www.azturnhout.be     |
| 063               | Hôpital Général Turnhout                   | Campus Saint-Joseph                                 | Turnhout          | 305               | Oui               | NIAZ              | Privé             | Issu de la fusion de 2 hôpitaux (2009) | www.azturnhout.be     |
| 097               | Hôpital du Sacré-Cœur Lier                 | Hôpital du Sacré-Cœur Lier                          | Lierre            | 451               | Oui               | NIAZ              | Privé             | | www.hhzhlier.be       |
| 102               | Hôpital du Sacré-Cœur Mol                  | Hôpital du Sacré-Cœur Mol                           | Mol               | 183               | Oui               | NIAZ              | Privé             | Échec de la tentative de fusion avec AZ Erica (2013) | azmol.be/             |
| 104               | Hôpital Général Rivierenland               | Campus Bornem                                       | Bornem            | 242               | Oui               | NIAZ              | Privé             | Issu de la fusion de 2 hôpitaux (2019) : - AZ Sainte-Famille - Clinique Saint-Joseph (fusion de 2 hôpitaux (2006)) | www.azrivierenland.be |
| 104               | Hôpital Général Rivierenland               | Campus Rumst                                        | Rumst             | 187               | Oui               | NIAZ              | Privé             | Issu de la fusion de 2 hôpitaux (2019) : - AZ Sainte-Famille - Clinique Saint-Joseph (fusion de 2 hôpitaux (2006)) | www.azrivierenland.be |
| 104               | Hôpital Général Rivierenland               | Campus Willebroeck                                  | Willebroeck       | 0                 | Non               | NIAZ              | Privé             | Issu de la fusion de 2 hôpitaux (2019) : - AZ Sainte-Famille - Clinique Saint-Joseph (fusion de 2 hôpitaux (2006)) | www.azrivierenland.be |
| 308               | Hôpital général Sainte-Élisabeth Herentals | Hôpital général Sainte-Élisabeth Herentals          | Herentals         | 243               | Oui               | NIAZ              | Privé             | | www.azherentals.be    |
| 536               | Hôpital Général Voorkempen                 | Hôpital Général Voorkempen                          | Malle             | 250               | Oui               | NIAZ              | Privé             | Fait partie du groupe de soins Emmaüs | www.azvoorkempen.be   |
| 682               | Hôpital Général Monica                     | Campus Anvers                                       | Anvers            | 201               | Urgences limitées | JCI               | Privé             | Issu de la fusion de 2 hôpitaux (1997) | www.azmonica.be       |
| 682               | Hôpital Général Monica                     | Campus Deurne                                       | Anvers            | 265               | Oui               | JCI               | Privé             | Issu de la fusion de 2 hôpitaux (1997) | www.azmonica.be       |
| 689               | Hôpital Imelda                             | Hôpital Imelda                                      | Bonheiden         | 502               | Oui               | NIAZ              | Privé             | | www.imelda.be         |
| 709               | Hôpital Général Sainte-Dimpna              | Hôpital Général Sainte-Dimpna                       | Geel              | 294               | Oui               | NIAZ              | Public            | Échec de la tentative de fusion avec AZ Erica (2013) | www.ziekenhuisgeel.be |
| 710               | Hôpital Général Klina                      | Campus Klina                                        | Brasschaat        | 467               | Oui               | JCI               | Privé             | Issu de la fusion de 2 hôpitaux (2015) | www.azklina.be        |
| 710               | Hôpital Général Klina                      | Campus Kapellen                                     | Kapellen          | 21                | Non               | JCI               | Privé             | Issu de la fusion de 2 hôpitaux (2015) | www.azklina.be        |
| 710               | Hôpital Général Klina                      | Campus Zoersel                                      | Zoersel           | 0                 | Non               | JCI               | Privé             | Issu de la fusion de 2 hôpitaux (2015) | www.azklina.be        |

## Limbourg
| Hôpitaux généraux       | Hôpitaux généraux                          | Hôpitaux généraux                          | Hôpitaux généraux | Hôpitaux généraux | Hôpitaux généraux | Hôpitaux généraux | Hôpitaux généraux | Hôpitaux généraux | Hôpitaux généraux      |
| N° d'enreg.             | Hôpital                                    | Campus hospitalier(s)                      | Commune           | Lits              | Service d'urgence | Accréditation     | Statut            | Particularités | Site web               |
| ----------------------- | ------------------------------------------ | ------------------------------------------ | ----------------- | ----------------- | ----------------- | ----------------- | ----------------- | --- | ---------------------- |
| 243                     | Jessa Ziekenhuis                           | Campus Virga Jesse                         | Hasselt           | 589               | Oui               | NIAZ              | Privé             | - Issu de la fusion de 2 hôpitaux (2010) - Hôpital général à caractère universitaire                                                                                      | www.jessazh.be         |
| 243                     | Jessa Ziekenhuis                           | Campus Salvator                            | Hasselt           | 302               | Non               | NIAZ              | Privé             | - Issu de la fusion de 2 hôpitaux (2010) - Hôpital général à caractère universitaire                                                                                      | www.jessazh.be         |
| 243                     | Jessa Ziekenhuis                           | Campus Sint-Ursula                         | Herck-la-Ville    | 90                | Non               | NIAZ              | Privé             | - Issu de la fusion de 2 hôpitaux (2010) - Hôpital général à caractère universitaire                                                                                      | www.jessazh.be         |
| 371                     | Ziekenhuis Oost-Limburg                    | Campus Sint-Jan                            | Genk              | 676               | Oui               | JCI               | Public            | - Issu de la fusion de 3 hôpitaux (1995) - Hôpital général à caractère universitaire - Campus Maas en Kempen (fusion de 2 hôpitaux en 2001) fusionné avec ZOL le 1/1/2021 | www.zol.be             |
| 371                     | Ziekenhuis Oost-Limburg                    | Campus Sint-Barbara                        | Lanaken           | 129               | Non               | JCI               | Public            | - Issu de la fusion de 3 hôpitaux (1995) - Hôpital général à caractère universitaire - Campus Maas en Kempen (fusion de 2 hôpitaux en 2001) fusionné avec ZOL le 1/1/2021 | www.zol.be             |
| 371                     | Ziekenhuis Oost-Limburg                    | Campus Maas en Kempen                      | Maaseik           | 213               | Oui               | JCI               | Public            | - Issu de la fusion de 3 hôpitaux (1995) - Hôpital général à caractère universitaire - Campus Maas en Kempen (fusion de 2 hôpitaux en 2001) fusionné avec ZOL le 1/1/2021 | www.zol.be             |
| 714                     | Sint-Franciscusziekenhuis                  | Sint-Franciscusziekenhuis                  | Heusden-Zolder    | 268               | Oui               | NIAZ              | Privé             | | www.sfz.be             |
| 715                     | Hôpital Sint-Trudo                         | Hôpital Sint-Trudo                         | Saint-Trond       | 310               | Oui               | JCI               | Privé             | | www.sint-trudo.be      |
| 716                     | Hôpital général Vesalius                   | Campus Bilzen                              | Bilzen            | 0                 | Non               | NIAZ              | Public            | Issu de la fusion de 3 hôpitaux (1991) | www.azvesalius.be      |
| 716                     | Hôpital général Vesalius                   | Campus Tongeren                            | Tongres           | 326               | Oui               | NIAZ              | Public            | Issu de la fusion de 3 hôpitaux (1991) | www.azvesalius.be      |
| 719                     | Hôpital Maria Noord-Limburg                | Hôpital Maria Noord-Limburg                | Pelt              | 333               | Oui               | NIAZ              | Privé             | | www.mariaziekenhuis.be |
| Hôpitaux universitaires |                                            |                                            |                   |                   |                   |                   |                   | |                        |
| N° d'enreg.             | Hôpital                                    | Campus hospitalier(s)                      | Commune           | Lits              | Service d'urgence | Accréditation     | Statut            | Particularités | Site web               |
| Aucun.                  |                                            |                                            |                   |                   |                   |                   |                   | |                        |
| Hôpitaux catégoriels    |                                            |                                            |                   |                   |                   |                   |                   | |                        |
| N° d'enreg.             | Hôpital                                    | Campus hospitalier(s)                      | Commune           | Lits              | Service d'urgence | Accréditation     | Statut            | Particularités | Site web               |
| 116                     | Centre de réadaptation & MS                | Centre de réadaptation & MS                | Pelt              | 120               | -                 | NIAZ(*)           | Privé             | Réhabilitation neurologique et soins aux patients en coma | www.msreva.be          |
| Hôpitaux psychiatriques |                                            |                                            |                   |                   |                   |                   |                   | |                        |
| N° d'enreg.             | Hôpital                                    | Campus hospitalier(s)                      | Commune           | Lits              | Service d'urgence | Accréditation     | Statut            | Particularités | Site web               |
| 909                     | Centre psychiatrique public de soins Rekem | Centre psychiatrique public de soins Rekem | Lanaken           | 288               | -                 | NIAZ(*)           | Public            | | www.opzcrekem.be       |
| 952                     | Centre médical Sint-Jozef                  | Centre médical Sint-Jozef                  | Bilzen            | 330               | -                 | NIAZ              | Privé             | | www.mc-st-jozef.be     |
| 989                     | Centre de psychiatrie infantile Genk       | Centre de psychiatrie infantile Genk       | Genk              | 28                | -                 | Aucune.           | Privé             | | www.kpc-genk.be        |
| 991                     | Hôpital psychiatrique Asster               | Campus Melveren                            | Saint-Trond       | 239               | -                 | Aucune.           | Privé             | - Issu de la fusion de 2 hôpitaux (2011) - Appartient aux Frères de la Charité                                                                                            | www.asster.be          |
| 991                     | Hôpital psychiatrique Asster               | Campus Ville                               | Saint-Trond       | 340               | -                 | Aucune.           | Privé             | - Issu de la fusion de 2 hôpitaux (2011) - Appartient aux Frères de la Charité                                                                                            | www.asster.be          |

## Flandre occidentale
| Hôpitaux généraux       | Hôpitaux généraux                  | Hôpitaux généraux                  | Hôpitaux généraux | Hôpitaux généraux | Hôpitaux généraux | Hôpitaux généraux | Hôpitaux généraux | Hôpitaux généraux | Hôpitaux généraux                |
| N° d'enreg.             | Hôpital                            | Campus hospitalier                 | Commune           | Lits              | Service d'urgence | Accréditation     | Statut            | Remarques | Site web                         |
| ----------------------- | ---------------------------------- | ---------------------------------- | ----------------- | ----------------- | ----------------- | ----------------- | ----------------- | --- | -------------------------------- |
| 049                     | Hôpital Général Sint-Jan Bruges    | Campus Sint-Jan                    | Bruges            | 757               | Oui               | JCI(*)            | Public            | - Issu de la défusion de l'AZ Sint-Jan Bruges-Ostende (2023) - Hôpital général à caractère universitaire                                                           | www.azsintjan.be                 |
| 049                     | Hôpital Général Sint-Jan Bruges    | Campus Sint-Franciscus Xaverius    | Bruges            | 109               | Non               | JCI(*)            | Public            | - Issu de la défusion de l'AZ Sint-Jan Bruges-Ostende (2023) - Hôpital général à caractère universitaire                                                           | www.azsintjan.be                 |
| 057                     | Hôpital Jan Yperman                | Campus Poperinge                   | Poperinge         | 0                 | Non               | JCI               | Privé             | Issu de la fusion de 3 hôpitaux (1998) | www.yperman.net                  |
| 057                     | Hôpital Jan Yperman                | Campus Ypres                       | Ypres             | 532               | Oui               | JCI               | Privé             | Issu de la fusion de 3 hôpitaux (1998) | www.yperman.net                  |
| 057                     | Hôpital Jan Yperman                | Campus Wervik                      | Wervik            | 24                | Non               | JCI               | Privé             | Issu de la fusion de 3 hôpitaux (1998) | www.yperman.net                  |
| 117                     | Hôpital Général Delta              | Campus Rumbeke                     | Roulers           | 741               | Oui               | JCI               | Privé             | - Issu de la fusion de 2 hôpitaux (2015) - Fusion avec Sint-Rembert Torhout en 2018 Certification DGU en tant que centre de traumatologie suprarégional [niveau 1] | www.azdelta.be                   |
| 117                     | Hôpital Général Delta              | Campus Brugsesteenweg              | Roulers           | 224               | Non               | JCI               | Privé             | - Issu de la fusion de 2 hôpitaux (2015) - Fusion avec Sint-Rembert Torhout en 2018 Certification DGU en tant que centre de traumatologie suprarégional [niveau 1] | www.azdelta.be                   |
| 117                     | Hôpital Général Delta              | Campus Menin                       | Menin             | 195               | Oui               | JCI               | Privé             | - Issu de la fusion de 2 hôpitaux (2015) - Fusion avec Sint-Rembert Torhout en 2018 Certification DGU en tant que centre de traumatologie suprarégional [niveau 1] | www.azdelta.be                   |
| 117                     | Hôpital Général Delta              | Campus Rembert-Torhout             | Torhout           | 198               | Oui               | JCI               | Privé             | - Issu de la fusion de 2 hôpitaux (2015) - Fusion avec Sint-Rembert Torhout en 2018 Certification DGU en tant que centre de traumatologie suprarégional [niveau 1] | www.azdelta.be                   |
| 124                     | Clinique Saint-Joseph              | Clinique Saint-Joseph              | Iseghem           | 271               | Oui               | JCI               | Privé             | Issu de la fusion de 2 hôpitaux (2012) | www.sint-jozefskliniek-izegem.be |
| 140                     | Hôpital Général Saint-Luc          | Hôpital Général Saint-Luc          | Bruges            | 419               | Oui               | NIAZ(*)           | Privé             | | www.stlucas.be                   |
| 310                     | Hôpital Général Ouest              | Hôpital Général Ouest              | Furnes            | 234               | Oui               | JCI               | Privé             | | www.azwest.be                    |
| 392                     | AZ Zeno                            | Campus Blankenberghe               | Blankenberghe     | 60                | Oui               | NIAZ              | Privé             | Issu de la fusion de 2 hôpitaux (1993) | www.azzeno.be                    |
| 392                     | AZ Zeno                            | Campus Knokke-Heist                | Knokke-Heist      | 267               | Oui               | NIAZ              | Privé             | Issu de la fusion de 2 hôpitaux (1993) | www.azzeno.be                    |
| 395                     | Hôpital Saint-André                | Hôpital Saint-André                | Tielt             | 287               | Oui               | JCI               | Privé             | | www.sintandriestielt.be          |
| 396                     | Hôpital Général Groeninge          | Campus Reepkaai                    | Courtrai          | 100               | Non               | JCI               | Privé             | Issu de la fusion de 4 hôpitaux (2003) | www.azgroeninge.be               |
| 396                     | Hôpital Général Groeninge          | Campus Kennedylaan                 | Courtrai          | 946               | Oui               | JCI               | Privé             | Issu de la fusion de 4 hôpitaux (2003) | www.azgroeninge.be               |
| 397                     | O.L.V. van Lourdes Hôpital Waregem | O.L.V. van Lourdes Hôpital Waregem | Waregem           | 264               | Oui               | NIAZ              | Privé             | | www.ziekenhuiswaregem.be         |
| 525                     | AZ Ostende                         | Campus Damiaan                     | Ostende           | 541               | Oui               | JCI               | Privé             | Issu de la défusion de l'AZ Sint-Jan Bruges-Ostende (2023) et de la fusion AZ Damiaan et AZ Sint-Jan                                                               | www.azoostende.be                |
| 067                     | AZ Ostende                         | Campus Henri Serruys               | Ostende           | 268               | Oui               | JCI               | Privé             | Issu de la défusion de l'AZ Sint-Jan Bruges-Ostende (2023) et de la fusion AZ Damiaan et AZ Sint-Jan                                                               | www.azoostende.be                |
| Hôpitaux universitaires |                                    |                                    |                   |                   |                   |                   |                   | |                                  |
| N° d'enreg.             | Hôpital                            | Campus hospitalier                 | Commune           | Lits              | Service d'urgence | Accréditation     | Statut            | Remarques | Site web                         |
| Aucun.                  |                                    |                                    |                   |                   |                   |                   |                   | |                                  |
| Hôpitaux catégoriels    |                                    |                                    |                   |                   |                   |                   |                   | |                                  |
| N° d'enreg.             | Hôpital                            | Campus hospitalier                 | Commune           | Lits              | Service d'urgence | Accréditation     | Statut            | Remarques | Site web                         |
| 676                     | Institut Reine Élisabeth           | Institut Reine Élisabeth           | Coxyde            | 165               | -                 | Aucune.           | Privé             | Rééducation cardiopulmonaire, locomotrice, neurologique et psychogériatrique                                                                                       | www.kei.be                       |
| 679                     | Centre de Rééducation IMBO         | Centre de Rééducation IMBO         | Ostende           | 125               | -                 | Aucune.           | Privé             | Rééducation locomotrice | www.bzio.be                      |
| Hôpitaux psychiatriques |                                    |                                    |                   |                   |                   |                   |                   | |                                  |
| N° d'enreg              | Hôpital                            | Campus hospitalier                 | Commune           | Lits              | Service d'urgence | Accréditation     | Statut            | Remarques | Site web                         |
| 528                     | Clinique Sainte-Famille            | Clinique Sainte-Famille            | Courtrai          | 120               | -                 | JCI               | Privé             | | www.sfz.be/fr/                   |
| 579                     | Hôpital psychiatrique Beaupré      | Hôpital psychiatrique Beaupré      | Oudenburg         | 153               | -                 | Aucune.           | Privé             | Établissement de santé mentale | www.pz-beaupre.be                |

## Flandre orientale
| Hôpitaux généraux       | Hôpitaux généraux                    | Hôpitaux généraux                  | Hôpitaux généraux | Hôpitaux généraux | Hôpitaux généraux | Hôpitaux généraux | Hôpitaux généraux | Hôpitaux généraux                                                                                          | Hôpitaux généraux      |
| N° d'enreg.             | Hôpital                              | Campus de l'hôpital                | Commune           | Lits              | Service d'urgence | Accréditation     | Statut            | Particularités                                                                                             | Site web               |
| ----------------------- | ------------------------------------ | ---------------------------------- | ----------------- | ----------------- | ----------------- | ----------------- | ----------------- | --- | ---------------------- |
| 012                     | Algemeen Ziekenhuis Sint-Blasius     | Campus Dendermonde                 | Termonde          | 438               | Oui               | JCI               | Privé             | Issu de la fusion de 2 hôpitaux (1998)                                                                     | www.azsintblasius.be   |
| 012                     | Algemeen Ziekenhuis Sint-Blasius     | Campus Zele                        | Zele              | 0                 | Non               | JCI               | Privé             | Issu de la fusion de 2 hôpitaux (1998)                                                                     | www.azsintblasius.be   |
| 017                     | Algemeen Ziekenhuis Maria Middelares | Campus Algemeen Ziekenhuis         | Gand              | 542               | Oui               | JCI               | Privé             | Issu de la fusion de 2 hôpitaux (1998)                                                                     | www.mariamiddelares.be |
| 017                     | Algemeen Ziekenhuis Maria Middelares | Campus Medisch Centrum             | Gand              | 0                 | Non               | JCI               | Privé             | Issu de la fusion de 2 hôpitaux (1998)                                                                     | www.mariamiddelares.be |
| 032                     | Algemeen Ziekenhuis Alma             | Algemeen Ziekenhuis Alma           | Eeklo             | 431               | Oui               | NIAZ(*)           | Privé             | Issu de la fusion de 2 hôpitaux (2003)                                                                     | www.azalma.be          |
| 126                     | Onze-Lieve-Vrouwziekenhuis           | Campus Aalst                       | Alost             | 652               | Oui               | JCI               | Privé             | Issu de la fusion de 2 hôpitaux (2001)                                                                     | www.olvz.be            |
| 126                     | Onze-Lieve-Vrouwziekenhuis           | Campus Medisch Centrum Ninove      | Ninove            | 30                | Non               | JCI               | Privé             | Issu de la fusion de 2 hôpitaux (2001)                                                                     | www.olvz.be            |
| 134                     | Sint-Vincentiusziekenhuis            | Sint-Vincentiusziekenhuis          | Deinze            | 165               | Oui               | NIAZ              | Privé             | | www.azstvdeinze.be     |
| 170                     | Algemeen Ziekenhuis Oudenaarde       | Algemeen Ziekenhuis Oudenaarde     | Audenarde         | 235               | Oui               | NIAZ              | Privé             | | www.azoudenaarde.be    |
| 176                     | Algemeen Stedelijk Ziekenhuis        | Campus Aalst                       | Alost             | 357               | Oui               | NIAZ              | Public            | Issu de la fusion de 2 hôpitaux (2001)                                                                     | www.asz.be             |
| 176                     | Algemeen Stedelijk Ziekenhuis        | Campus Wetteren                    | Wetteren          | 60                | Non               | NIAZ              | Public            | Issu de la fusion de 2 hôpitaux (2001)                                                                     | www.asz.be             |
| 176                     | Algemeen Stedelijk Ziekenhuis        | Campus Geraardsbergen              | Grammont          | 134               | Oui               | NIAZ              | Public            | Issu de la fusion de 2 hôpitaux (2001)                                                                     | www.asz.be             |
| 217                     | Algemeen Ziekenhuis Sint-Elisabeth   | Algemeen Ziekenhuis Sint-Elisabeth | Zottegem          | 333               | Oui               | NIAZ              | Privé             | | www.sezz.be            |
| 290                     | AZ Sint-Lucas                        | AZ Sint-Lucas                      | Gand              | 779               | Oui               | NIAZ              | Privé             | Issu de la fusion de 2 hôpitaux (2004)                                                                     | www.azstlucas.be       |
| 550                     | Algemeen Ziekenhuis Glorieux         | Algemeen Ziekenhuis Glorieux       | Renaix            | 340               | Oui               | JCI               | Privé             | | www.azglorieux.be      |
| 595                     | VITAZ                                | Campus Sint-Niklaas                | Saint-Nicolas     | 794               | Oui               | NIAZ              | Privé             | Issu de la fusion de 2 hôpitaux (2022) - AZ Lokeren - AZ Nikolaas (Issu de la fusion de 2 hôpitaux (2007)) | vitaz.be/              |
| 595                     | VITAZ                                | Campus Temse                       | Tamise            | 0                 | Non               | NIAZ              | Privé             | Issu de la fusion de 2 hôpitaux (2022) - AZ Lokeren - AZ Nikolaas (Issu de la fusion de 2 hôpitaux (2007)) | vitaz.be/              |
| 595                     | VITAZ                                | Campus Beveren-Waas                | Beveren           | 102               | Non               | NIAZ              | Privé             | Issu de la fusion de 2 hôpitaux (2022) - AZ Lokeren - AZ Nikolaas (Issu de la fusion de 2 hôpitaux (2007)) | vitaz.be/              |
| 595                     | VITAZ                                | Campus Lokeren                     | Lokeren           | 170               | Oui               | NIAZ              | Privé             | Issu de la fusion de 2 hôpitaux (2022) - AZ Lokeren - AZ Nikolaas (Issu de la fusion de 2 hôpitaux (2007)) | vitaz.be/              |
| 713                     | Algemeen Ziekenhuis Jan Palfijn      | Algemeen Ziekenhuis Jan Palfijn    | Gand              | 519               | Oui               | NIAZ(*)           | Public            | | www.janpalfijn.be      |
| Hôpitaux universitaires |                                      |                                    |                   |                   |                   |                   |                   | |                        |
| N° d'enreg.             | Hôpital                              | Campus de l'hôpital                | Commune           | Lits              | Service d'urgence | Accréditation     | Statut            | Particularités                                                                                             | Site web               |
| 670                     | Universitair Ziekenhuis Gent         | Universitair Ziekenhuis Gent       | Gand              | 1.049             | Oui               | NIAZ              | Public            | Hôpital de l'Université de Gand                                                                            | www.uzgent.be          |
| Hôpitaux catégoriels    |                                      |                                    |                   |                   |                   |                   |                   | |                        |
| N° d'enreg.             | Hôpital                              | Campus de l'hôpital                | Commune           | Lits              | Service d'urgence | Accréditation     | Statut            | Particularités                                                                                             | Site web               |
| 095                     | Provinciaal Zorgcentrum Lemberge     | Provinciaal Zorgcentrum Lemberge   | Merelbeke         | 63                | -                 | Aucune.           | Public            | Réhabilitation des malades chroniques                                                                      | www.lemberge.be        |

## Brabant flamand
| Hôpitaux généraux       | Hôpitaux généraux                                        | Hôpitaux généraux                                        | Hôpitaux généraux  | Hôpitaux généraux | Hôpitaux généraux | Hôpitaux généraux | Hôpitaux généraux | Hôpitaux généraux                                                                         | Hôpitaux généraux        |
| N° d'enreg.             | Hôpital                                                  | Campus de l'hôpital                                      | Commune            | Lits              | Service d'urgence | Accréditation     | Statut            | Particularités                                                                            | Site web                 |
| ----------------------- | -------------------------------------------------------- | -------------------------------------------------------- | ------------------ | ----------------- | ----------------- | ----------------- | ----------------- | ----------------------------------------------------------------------------------------- | ------------------------ |
| 106                     | Hôpital Général Saint-Maria                              | Hôpital Général Saint-Maria                              | Hal                | 350               | Oui               | NIAZ              | Privé             |                                                                                           | www.sintmaria.be         |
| 108                     | Hôpital Régional Sacré-Cœur                              | Hôpital Régional Sacré-Cœur                              | Louvain            | 287               | Oui               | NIAZ              | Privé             |                                                                                           | www.hhleuven.be          |
| 109                     | Hôpital Régional Sacré-Cœur Tienen                       | Campus Mariëndal                                         | Tirlemont          | 201               | Oui               | NIAZ              | Privé             | Issu de la fusion de 2 hôpitaux (1998)                                                    | www.rztienen.be          |
| 109                     | Hôpital Régional Sacré-Cœur Tienen                       | Campus Sint-Jan                                          | Tirlemont          | 87                | Non               | NIAZ              | Privé             | Issu de la fusion de 2 hôpitaux (1998)                                                    | www.rztienen.be          |
| 109                     | Hôpital Régional Sacré-Cœur Tienen                       | Campus Medisch Centrum Aarschot                          | Aerschot           | 0                 | Non               | NIAZ              | Privé             | Issu de la fusion de 2 hôpitaux (1998)                                                    | www.rztienen.be          |
| 126                     | Hôpital Notre-Dame                                       | Campus Asse                                              | Asse               | 192               | Oui               | JCI               | Privé             | Voir plus haut                                                                            | www.olvz.be              |
| 204                     | Hôpital Général Vilvoorde                                | Hôpital Général Vilvoorde                                | Vilvorde           | 406               | Oui               | NIAZ              | Privé             |                                                                                           | www.azjanportaels.be     |
| 712                     | Hôpital Général Diest                                    | Campus Hasseltsestraat                                   | Diest              | 40                | Non               | JCI               | Privé             | Issu de la fusion de 2 hôpitaux (1988)                                                    | www.azdiest.be           |
| 712                     | Hôpital Général Diest                                    | Campus Statiestraat                                      | Diest              | 184               | Oui               | JCI               | Privé             | Issu de la fusion de 2 hôpitaux (1988)                                                    | www.azdiest.be           |
| Hôpitaux universitaires |                                                          |                                                          |                    |                   |                   |                   |                   |                                                                                           |                          |
| N° d'enreg.             | Hôpital                                                  | Campus de l'hôpital                                      | Commune            | Lits              | Service d'urgence | Accréditation     | Statut            | Particularités                                                                            | Site web                 |
| 322                     | Hôpital universitaire de Louvain                         | Campus Gasthuisberg                                      | Louvain            | 1.608             | Oui               | JCI               | Privé             | Hôpital de l'Université Catholique de Louvain                                             | www.uzleuven.be          |
| 322                     | Hôpital universitaire de Louvain                         | Campus Sint-Rafaël                                       | Louvain            | 56                | Non               | JCI               | Privé             | Hôpital de l'Université Catholique de Louvain                                             | www.uzleuven.be          |
| 322                     | Hôpital universitaire de Louvain                         | Campus Pellenberg                                        | Lubbeek            | 130               | Non               | JCI               | Privé             | Hôpital de l'Université Catholique de Louvain                                             | www.uzleuven.be          |
| Hôpitaux catégoriels    |                                                          |                                                          |                    |                   |                   |                   |                   |                                                                                           |                          |
| N° d'enreg.             | Hôpital                                                  | Campus de l'hôpital                                      | Commune            | Lits              | Service d'urgence | Accréditation     | Statut            | Particularités                                                                            | Site web                 |
| 499                     | Hôpital de Réhabilitation Inkendaal - Institution Royale | Hôpital de Réhabilitation Inkendaal - Institution Royale | Leeuw-Saint-Pierre | 178               | -                 | NIAZ              | Privé             | Réhabilitation cardiopulmonaire, locomotrice & neurologique et soins aux patients en coma | www.inkendaal.be         |
| 693                     | Centre National de Sclérose en Plaques                   | Centre National de Sclérose en Plaques                   | Steenokkerzeel     | 120               | -                 | JCI               | Privé             | Réhabilitation neurologique                                                               | www.mscenter.be          |
| Hôpitaux psychiatriques |                                                          |                                                          |                    |                   |                   |                   |                   |                                                                                           |                          |
| N° d'enreg.             | Hôpital                                                  | Campus de l'hôpital                                      | Commune            | Lits              | Service d'urgence | Accréditation     | Statut            | Particularités                                                                            | Site web                 |
| 942                     | Clinique Psychiatrique Saint-Annendael                   | Clinique Psychiatrique Saint-Annendael                   | Diest              | 178               | -                 | NIAZ(*)           | Privé             |                                                                                           | www.sad.be               |
| 943                     | Centre Psychiatrique universitaire KU Leuven             | Campus Kortenberg                                        | Kortenberg         | 481               | -                 | JCI               | Privé             |                                                                                           | www.upckuleuven.be       |
| 943                     | Centre Psychiatrique universitaire KU Leuven             | Campus Gasthuisberg                                      | Louvain            | 115               | -                 | JCI               | Privé             |                                                                                           | www.upckuleuven.be       |
| 944                     | Clinique Psychiatrique Saint-Alexius                     | Clinique Psychiatrique Saint-Alexius                     | Grimbergen         | 169               | -                 | NIAZ(*)           | Privé             | Fait partie des Frères de la Charité                                                      | www.alexiusgrimbergen.be |
| 947                     | Clinique Psychiatrique des Frères Alexianen              | Campus Liefdestraat                                      | Tirlemont          | 248               | -                 | NIAZ              | Privé             | Fait partie des Frères de la Charité                                                      | www.alexianentienen.be   |
| 947                     | Clinique Psychiatrique des Frères Alexianen              | Campus Mechelsestraat                                    | Louvain            | 52                | -                 | NIAZ              | Privé             | Fait partie des Frères de la Charité                                                      | www.alexianentienen.be   |
| 975                     | Centre psychiatrique universitaire Sint-Kamillus         | Campus Krijkelberg                                       | Bierbeek           | 385               | -                 | NIAZ(*)           | Privé             | Fait partie des Frères de la Charité                                                      | www.kamillus.be          |
| 975                     | Centre psychiatrique universitaire Sint-Kamillus         | Campus Oudebaan                                          | Louvain            | 50                | -                 | NIAZ(*)           | Privé             | Fait partie des Frères de la Charité                                                      | www.kamillus.be          |

## Région de Bruxelles-Capitale
| Hôpitaux généraux       | Hôpitaux généraux                                                                                                  | Hôpitaux généraux                                                                                                  | Hôpitaux généraux     | Hôpitaux généraux | Hôpitaux généraux | Hôpitaux généraux | Hôpitaux généraux | Hôpitaux généraux | Hôpitaux généraux         |
| N° d'enreg              | Hôpital | Campus de l'hôpital                                                                                                | Commune               | Lits              | Service d'urgence | Accréditation     | Statut            | Particularités | Site web                  |
| ----------------------- | --- | --- | --------------------- | ----------------- | ----------------- | ----------------- | ----------------- | --- | ------------------------- |
| 076                     | CHU Saint-Pierre                                                                                                   | Campus Porte de Hal                                                                                                | Bruxelles             | 441               | Oui               |                   | Public            | - Fait partie de IRIS - Hôpital général à caractère universitaire                                                                   | www.stpierre-bru.be       |
| 076                     | CHU Saint-Pierre                                                                                                   | Campus César De Paepe                                                                                              | Bruxelles             | 151               | Seulement e.o.    |                   | Public            | - Fait partie de IRIS - Hôpital général à caractère universitaire                                                                   | www.stpierre-bru.be       |
| 077                     | CHU Brugmann | Campus Victor Horta                                                                                                | Laeken                | 603               | Oui               |                   | Public            | - Issu de la fusion de 2 hôpitaux (1999) - Fait partie de IRIS - Hôpital général à caractère universitaire - Association avec UKZKF | www.chu-brugmann.be       |
| 077                     | CHU Brugmann | Campus Paul Brien                                                                                                  | Schaerbeek            | 150               | Oui               |                   | Public            | - Issu de la fusion de 2 hôpitaux (1999) - Fait partie de IRIS - Hôpital général à caractère universitaire - Association avec UKZKF | www.chu-brugmann.be       |
| 077                     | CHU Brugmann | Campus Reine Astrid                                                                                                | Neder-Over-Heembeek   | 96                | Non               |                   | Public            | - Issu de la fusion de 2 hôpitaux (1999) - Fait partie de IRIS - Hôpital général à caractère universitaire - Association avec UKZKF | www.chu-brugmann.be       |
| 079                     | Institut Jules Bordet                                                                                              | Institut Jules Bordet                                                                                              | Bruxelles             | 160               | Seulement e.o.    |                   | Public            | - Fait partie de IRIS - Hôpital général à caractère universitaire - Hôpital spécialisé en cancérologie                              | www.bordet.be             |
| 087                     | Hôpitaux Iris Sud (Hôpitaux Iris Sud)                                                                              | Campus Baron Lambert                                                                                               | Etterbeek             | 0                 | Non               |                   | Public            | - Issu de la fusion de quatre hôpitaux (1999) - Fait partie de IRIS                                                                 | www.his-izz.be            |
| 087                     | Hôpitaux Iris Sud (Hôpitaux Iris Sud)                                                                              | Campus Etterbeek - Ixelles                                                                                         | Ixelles               | 185               | Oui               |                   | Public            | - Issu de la fusion de quatre hôpitaux (1999) - Fait partie de IRIS                                                                 | www.his-izz.be            |
| 087                     | Hôpitaux Iris Sud (Hôpitaux Iris Sud)                                                                              | Campus Joseph Bracops                                                                                              | Anderlecht            | 170               | Oui               |                   | Public            | - Issu de la fusion de quatre hôpitaux (1999) - Fait partie de IRIS                                                                 | www.his-izz.be            |
| 087                     | Hôpitaux Iris Sud (Hôpitaux Iris Sud)                                                                              | Campus Molière-Longchamp                                                                                           | Forest                | 195               | Oui               |                   | Public            | - Issu de la fusion de quatre hôpitaux (1999) - Fait partie de IRIS                                                                 | www.his-izz.be            |
| 110                     | Clinique Saint-Jean (Clinique Saint-Jean)                                                                          | Campus Botanique                                                                                                   | Bruxelles             | 402               | Oui               |                   | Privé             | Issu de la fusion de deux hôpitaux (2008)                                                                                           | www.klstjan.be            |
| 110                     | Clinique Saint-Jean (Clinique Saint-Jean)                                                                          | Campus Méridien | Saint-Josse-ten-Noode | 86                | Non               |                   | Privé             | Issu de la fusion de deux hôpitaux (2008)                                                                                           | www.klstjan.be            |
| 110                     | Clinique Saint-Jean (Clinique Saint-Jean)                                                                          | Campus Léopold I                                                                                                   | Jette                 | 60                | Non               |                   | Privé             | Issu de la fusion de deux hôpitaux (2008)                                                                                           | www.klstjan.be            |
| 111                     | Cliniques de l'Europe (Cliniques de l'Europe)                                                                      | Campus Saint-Michel                                                                                                | Etterbeek             | 291               | Oui               |                   | Privé             | Issu de la fusion de deux hôpitaux (1999)                                                                                           | www.europaziekenhuizen.be |
| 111                     | Cliniques de l'Europe (Cliniques de l'Europe)                                                                      | Campus Sainte-Élisabeth                                                                                            | Uccle                 | 418               | Oui               |                   | Privé             | Issu de la fusion de deux hôpitaux (1999)                                                                                           | www.europaziekenhuizen.be |
| 150                     | Hôpital universitaire des Enfants Reine Fabiola - UKZKF (Hôpital universitaire des Enfants Reine Fabiola - HUDERF) | Hôpital universitaire des Enfants Reine Fabiola - UKZKF (Hôpital universitaire des Enfants Reine Fabiola - HUDERF) | Laeken                | 183               | Oui               | ACI-or            | Public            | - Fait partie de IRIS - Hôpital spécialisé en pédiatrie - Association avec UVC Brugmann                                             | www.huderf.be             |
| 332                     | CHIREC | Hôpital Delta | Auderghem             | 438               | Oui               |                   | Privé             | Issu de la fusion de cinq hôpitaux (2000)                                                                                           | chirec.be                 |
| 723                     | CHIREC | Sint-Anna Sint-Remi Ziekenhuis (Clinique Sainte-Anne Saint-Remi)                                                   | Anderlecht            | 327               | Oui               |                   | Privé             | Issu de la fusion de cinq hôpitaux (2000)                                                                                           | chirec.be                 |
| 723                     | CHIREC | Basiliek Ziekenhuis (Clinique de la Basilique)                                                                     | Ganshoren             | 0                 | Non               |                   | Privé             | Issu de la fusion de cinq hôpitaux (2000)                                                                                           | chirec.be                 |
| -                       | Hôpital militaire Reine Astrid (Hôpital militaire Reine Astrid)                                                    | Hôpital militaire Reine Astrid (Hôpital militaire Reine Astrid)                                                    | Neder-Over-Heembeek   | -                 | -                 |                   | Militaire         | Ne relève pas de la législation civile                                                                                              | www.hopitalmilitaire.be   |
| Hôpitaux universitaires | | |                       |                   |                   |                   |                   | |                           |
| N° d'enreg.             | Hôpital | Campus de l'hôpital                                                                                                | Commune               | Lits              | Service d'urgence | Accréditation     | Statut            | Particularités | Site web                  |
| 143                     | Universitair Ziekenhuis Brussel                                                                                    | Universitair Ziekenhuis Brussel                                                                                    | Jette                 | 721               | Oui               | JCI               | Privé             | Hôpital de la Vrije Universiteit Brussel                                                                                            | www.uzbrussel.be          |
| 403                     | Cliniques universitaires Saint-Luc (Cliniques universitaires Saint-Luc)                                            | Cliniques universitaires Saint-Luc (Cliniques universitaires Saint-Luc)                                            | Woluwe-Saint-Lambert  | 973               | Oui               | ACI-platine       | Privé             | - Hôpital de l'Université catholique de Louvain - Association avec Valisana (campus Sanatia)                                        | www.saintluc.be           |
| 406                     | Hôpital Erasme (Hôpital Erasme)                                                                                    | Campus Erasme | Anderlecht            | 884               | Oui               |                   | Public            | - Hôpital universitaire de Université libre de Bruxelles                                                                            | www.erasmushospital.be    |
| 406                     | Hôpital Erasme (Hôpital Erasme)                                                                                    | Campus Paul Brien                                                                                                  | Anderlecht            | 0                 | Non               |                   | Public            | - Hôpital universitaire de Université libre de Bruxelles                                                                            | www.erasmushospital.be    |
| 406                     | Hôpital Erasme (Hôpital Erasme)                                                                                    | Campus de la Vierge Noire                                                                                          | Anderlecht            | 0                 | Non               |                   | Public            | - Hôpital universitaire de Université libre de Bruxelles                                                                            | www.erasmushospital.be    |
| 551                     | Cliniques universitaires de Mont-Godinne                                                                           | Cliniques universitaires de Mont-Godinne                                                                           | Yvoir                 | 309               | Oui               | ACI-or            | Public            | - Hôpital universitaire de l'Université catholique de Louvain - Association avec les Cliniques universitaires Saint-Luc             | www.montgodinne.be        |

## Brabant wallon
| Hôpitaux généraux       | Hôpitaux généraux                              | Hôpitaux généraux                              | Hôpitaux généraux          | Hôpitaux généraux | Hôpitaux généraux | Hôpitaux généraux | Hôpitaux généraux | Hôpitaux généraux              | Hôpitaux généraux    |
| N° d'enreg.             | Hôpital                                        | Campus de l'hôpital                            | Commune                    | Lits              | Service d'urgence | Accréditation     | Statut            | Remarques                      | Site web             |
| ----------------------- | ---------------------------------------------- | ---------------------------------------------- | -------------------------- | ----------------- | ----------------- | ----------------- | ----------------- | ------------------------------ | -------------------- |
| 043                     | Clinique Saint-Pierre                          | Clinique Saint-Pierre                          | Ottignies-Louvain-la-Neuve | 425               | Oui               | ACI-or            | Privé             |                                | www.cspo.be          |
| 346                     | Centres hospitaliers de Jolimont               | Hôpital de Nivelles                            | Nivelles                   | 201               | Oui               | ACI-or            | Privé             | Fait partie du Groupe Jolimont | www.jolimont.be      |
| 723                     | CHIREC                                         | Hôpital de Braine-l'Alleud-Waterloo            | Braine-l'Alleud            | 287               | Oui               |                   | Privé             | Voir plus haut                 | chirec.be            |
| Hôpitaux universitaires |                                                |                                                |                            |                   |                   |                   |                   |                                |                      |
| N° d'enreg.             | Hôpital                                        | Campus de l'hôpital                            | Commune                    | Lits              | Service d'urgence | Accréditation     | Statut            | Remarques                      | Site web             |
| Aucun.                  |                                                |                                                |                            |                   |                   |                   |                   |                                |                      |
| Hôpitaux catégoriels    |                                                |                                                |                            |                   |                   |                   |                   |                                |                      |
| N° d'enreg.             | Hôpital                                        | Campus de l'hôpital                            | Commune                    | Lits              | Service d'urgence | Accréditation     | Statut            | Remarques                      | Site web             |
| 038                     | Silva Medical                                  | Clinique de la Forêt de Soignes                | Waterloo                   | 96                | -                 |                   | Privé             |                                | www.silva-medical.be |
| 038                     | Silva Medical                                  | Clinique du Bois de la Pierre                  | Wavre                      | 224               | -                 |                   | Privé             |                                | www.silva-medical.be |
| Hôpitaux psychiatriques |                                                |                                                |                            |                   |                   |                   |                   |                                |                      |
| N° d'enreg.             | Hôpital                                        | Campus de l'hôpital                            | Commune                    | Lits              | Service d'urgence | Accréditation     | Statut            | Remarques                      | Site web             |
| 912                     | Centre hospitalier neurologique William Lennox | Centre hospitalier neurologique William Lennox | Ottignies-Louvain-la-Neuve | 159               | -                 | ACI-platine       | Privé             |                                | www.cnwl.be          |
| 915                     | La Petite Maison                               | La Petite Maison                               | Chastre                    | 60                | -                 |                   | Privé             | Fait partie de ACIS            | www.acis-group.org   |
| 923                     | Centre hospitalier Le Domaine                  | Centre hospitalier Le Domaine                  | Braine-l'Alleud            | 143               | -                 |                   | Public            |                                | www.domaine-ulb.be   |

## Hainaut
| Hôpitaux généraux       | Hôpitaux généraux                                   | Hôpitaux généraux                                       | Hôpitaux généraux   | Hôpitaux généraux | Hôpitaux généraux | Hôpitaux généraux | Hôpitaux généraux | Hôpitaux généraux                                                                                          | Hôpitaux généraux           |
| N° d'enreg.             | Hôpital                                             | Campus de l'hôpital                                     | Commune             | Lits              | Service d'urgence | Accréditation     | Statut            | Particularités                                                                                             | Site Web                    |
| ----------------------- | --------------------------------------------------- | ------------------------------------------------------- | ------------------- | ----------------- | ----------------- | ----------------- | ----------------- | --- | --------------------------- |
| 007                     | Centre hospitalier régional de la Haute Senne       | Site Le Goéland                                         | Soignies            | 6                 | Non               | ACI-or            | Public            | Issu de la fusion de 2 hôpitaux (1996)                                                                     | www.chrhautesenne.be        |
| 007                     | Centre hospitalier régional de la Haute Senne       | Site Saint Vincent                                      | Soignies            | 40                | Non               | ACI-or            | Public            | Issu de la fusion de 2 hôpitaux (1996)                                                                     | www.chrhautesenne.be        |
| 007                     | Centre hospitalier régional de la Haute Senne       | Site Le Tilleriau                                       | Soignies            | 200               | Oui               | ACI-or            | Public            | Issu de la fusion de 2 hôpitaux (1996)                                                                     | www.chrhautesenne.be        |
| 010                     | Grand Hôpital de Charleroi                          | Site Notre-Dame                                         | Charleroi           | 432               | Oui               |                   | Privé             | Issu de la fusion de 2 hôpitaux (2009)                                                                     | www.ghdc.be                 |
| 010                     | Grand Hôpital de Charleroi                          | Site Les Viviers                                        | Charleroi           | 986               | Oui               |                   | Privé             | Issu de la fusion de 2 hôpitaux (2009)                                                                     | www.ghdc.be                 |
| 010                     | Grand Hôpital de Charleroi                          | Site Saint-Joseph                                       | Charleroi           | 297               | Non               |                   | Privé             | Issu de la fusion de 2 hôpitaux (2009)                                                                     | www.ghdc.be                 |
| 010                     | Grand Hôpital de Charleroi                          | Site Sainte-Thérèse                                     | Charleroi           | 215               | Non               |                   | Privé             | Issu de la fusion de 2 hôpitaux (2009)                                                                     | www.ghdc.be                 |
| 010                     | Grand Hôpital de Charleroi                          | Institut médical de traumatologie et de réhabilitation  | Gerpinnes           | 174               | Non               |                   | Privé             | Issu de la fusion de 2 hôpitaux (2009)                                                                     | www.ghdc.be                 |
| 096                     | Centre hospitalier universitaire Tivoli             | Centre hospitalier universitaire Tivoli                 | La Louvière         | 518               | Oui               |                   | Privé             | Hôpital général avec caractère universitaire                                                               | www.chu-tivoli.be           |
| 146                     | Centres hospitaliers de Jolimont                    | Hôpital de Jolimont                                     | La Louvière         | 542               | Oui               | ACI-or            | Privé             | Voir plus haut                                                                                             | www.jolimont.be             |
| 146                     | Centres hospitaliers de Jolimont                    | Hôpital de Lobbes                                       | Lobbes              | 142               | Oui               | ACI-or            | Privé             | Voir plus haut                                                                                             | www.jolimont.be             |
| 247                     | Centre hospitalier de Mouscron                      | Centre hospitalier de Mouscron                          | Mouscron            | 355               | Oui               | ACI-or            | Privé             | | www.chmouscron.be           |
| 249                     | Centre de Santé des Fagnes                          | Centre de Santé des Fagnes                              | Chimay              | 144               | Oui               |                   | Public            | | www.csf.be                  |
| 254                     | Centre hospitalier universitaire Ambroise Paré      | Centre hospitalier universitaire Ambroise Paré          | Mons                | 415               | Oui               |                   | Public            | Hôpital général avec caractère universitaire                                                               | www.hap.be                  |
| 266                     | Centre hospitalier régional Mons-Hainaut            | Site Warquignies                                        | Boussu              | 169               | Oui               |                   | Privé             | - Issu de la fusion de 2 hôpitaux (1997) - Appartient au Groupe Jolimont                                   | www.chrmonshainaut.be       |
| 266                     | Centre hospitalier régional Mons-Hainaut            | Site Saint-Joseph                                       | Mons                | 257               | Oui               |                   | Privé             | - Issu de la fusion de 2 hôpitaux (1997) - Appartient au Groupe Jolimont                                   | www.chrmonshainaut.be       |
| 325                     | Centre hospitalier universitaire de Charleroi       | Hôpital André Vésale                                    | Montigny-le-Tilleul | 371               | Oui               |                   | Public            | - Issu de la fusion de 4 hôpitaux (2000) - Hôpital général avec caractère universitaire                    | www.chu-charleroi.be        |
| 325                     | Centre hospitalier universitaire de Charleroi       | Hôpital Léonard de Vinci                                | Montigny-le-Tilleul | 173               | Non               |                   | Public            | - Issu de la fusion de 4 hôpitaux (2000) - Hôpital général avec caractère universitaire                    | www.chu-charleroi.be        |
| 409                     | Clinique Notre-Dame de Grâce Gosselies              | Clinique Notre-Dame de Grâce Gosselies                  | Charleroi           | 224               | Oui               | ACI-or            | Privé             | | www.cndg.be                 |
| 410                     | Centre hospitalier EpiCURA                          | Site Hornu                                              | Boussu              | 332               | Oui               |                   | Privé             | Issu de la fusion de 2 hôpitaux (2012)                                                                     | www.epicura.be              |
| 410                     | Centre hospitalier EpiCURA                          | Site Baudour                                            | Saint-Ghislain      | 237               | Non               |                   | Privé             | Issu de la fusion de 2 hôpitaux (2012)                                                                     | www.epicura.be              |
| 534                     | Centre hospitalier de Wallonie Picarde              | Site Notre-Dame                                         | Tournai             | 233               | Non               | ACI-platine       | Privé             | | www.chwapi.be               |
| 534                     | Centre hospitalier de Wallonie Picarde              | Site Union                                              | Tournai             | 371               | Oui               | ACI-platine       | Privé             | | www.chwapi.be               |
| 534                     | Centre hospitalier de Wallonie Picarde              | Site IMC                                                | Tournai             | 151               | Non               | ACI-platine       | Privé             | | www.chwapi.be               |
| 718                     | Centre hospitalier universitaire de Charleroi       | Hôpital civil Marie Curie                               | Charleroi           | 539               | Oui               |                   | Public            | Voir plus haut                                                                                             | www.chu-charleroi.be        |
| 718                     | Centre hospitalier universitaire de Charleroi       | Hôpital psychiatrique Vincent Van Gogh                  | Charleroi           | 291               | Non               |                   | Public            | Voir plus haut                                                                                             | www.chu-charleroi.be        |
| 724                     | Centre hospitalier EpiCURA                          | Site Ath                                                | Ath                 | 237               | Oui               |                   | Privé             | - Issu de la fusion de deux hôpitaux (2012) - Hôpital général avec caractère universitaire (seulement Ath) | www.epicura.be              |
| Hôpitaux universitaires |                                                     |                                                         |                     |                   |                   |                   |                   | |                             |
| N° d'enreg.             | Hôpital                                             | Campus de l'hôpital                                     | Commune             | Lits              | Service d'urgence | Accréditation     | Statut            | Particularités                                                                                             | Site Web                    |
| Aucun.                  |                                                     |                                                         |                     |                   |                   |                   |                   | |                             |
| Hôpitaux catégoriels    |                                                     |                                                         |                     |                   |                   |                   |                   | |                             |
| N° d'enreg.             | Hôpital                                             | Campus de l'hôpital                                     | Commune             | Lits              | Service d'urgence | Accréditation     | Statut            | Particularités                                                                                             | Site Web                    |
| Aucun.                  |                                                     |                                                         |                     |                   |                   |                   |                   | |                             |
| Hôpitaux psychiatriques |                                                     |                                                         |                     |                   |                   |                   |                   | |                             |
| N° d'enreg.             | Hôpital                                             | Campus de l'hôpital                                     | Commune             | Lits              | Service d'urgence | Accréditation     | Statut            | Particularités                                                                                             | Site Web                    |
| 904                     | Centre Psychiatrique Saint-Bernard                  | Centre Psychiatrique Saint-Bernard                      | Manage              | 291               | -                 |                   | Privé             | Appartient aux Frères de la Charité                                                                        | www.cp-st-bernard.be        |
| 905                     | Hôpital psychiatrique Saint-Charles                 | Hôpital psychiatrique Saint-Charles                     | Brunehaut           | 44                | -                 |                   | Privé             | Appartient à ACIS                                                                                          | www.acis-group.org          |
| 922                     | Clinique de Bonsecours                              | Clinique de Bonsecours                                  | Péruwelz            | 71                | -                 |                   | Privé             | | www.cliniquedebonsecours.be |
| 941                     | Grand hôpital de Charleroi                          | Centre psychothérapeutique de jour Charles-Albert Frère | Charleroi           | 36                | -                 |                   | Privé             | Voir plus haut                                                                                             | www.ghdc.be                 |
| 949                     | Feux Follets                                        | Feux Follets                                            | Fleurus             | 20                | -                 |                   | Privé             | Association avec                                                                                           | www.feux-follets.be         |
| 950                     | Hôpital psychiatrique Saint-Jean-de-Dieu            | Hôpital psychiatrique Saint-Jean-de-Dieu                | Leuze-en-Hainaut    | 163               | -                 |                   | Privé             | Appartient à ACIS                                                                                          | www.acis-group.org          |
| 951                     | Centre hospitalier psychiatrique Le Chêne aux Haies | Centre hospitalier psychiatrique Le Chêne aux Haies     | Mons                | 389               | -                 |                   | Public            | | www.chpchene.be             |
| 974                     | Centre régional psychiatrique Les Marronniers       | Centre régional psychiatrique Les Marronniers           | Tournai             | 436               | -                 |                   | Public            | | www.marronniers.be          |

## Namur
| Hôpitaux généraux       | Hôpitaux généraux                            | Hôpitaux généraux                            | Hôpitaux généraux  | Hôpitaux généraux | Hôpitaux généraux | Hôpitaux généraux | Hôpitaux généraux | Hôpitaux généraux                                              | Hôpitaux généraux   |
| N° d'enreg.             | Hôpital                                      | Campus de l'hôpital                          | Commune            | Lits              | Service d'urgence | Accréditation     | Statut            | Particularités                                                 | Site web            |
| ----------------------- | -------------------------------------------- | -------------------------------------------- | ------------------ | ----------------- | ----------------- | ----------------- | ----------------- | -------------------------------------------------------------- | ------------------- |
| 006                     | Centre hospitalier régional Sambre et Meuse  | CHR Namur                                    | Namur              | 397               | Oui               |                   | Public            | Issu de la fusion de 2 hôpitaux (2012)                         | www.chrsm.be        |
| 039                     | CHU UCLouvain Namur                          | Site Godinne                                 | Yvoir              | 386               | Oui               |                   | Privé             | Hôpital général avec caractère universitaire (seulement Yvoir) | www.chuuclnamur.be  |
| 103                     | Centre hospitalier régional Sambre et Meuse  | CHR Val de Sambre Fosses-la-Ville            | Fosses-la-Ville    | 6                 | Non               |                   | Public            | Voir plus haut                                                 | www.chrsm.be        |
| 103                     | Centre hospitalier régional Sambre et Meuse  | CHR Val de Sambre                            | Sambreville        | 297               | Oui               |                   | Public            | Voir plus haut                                                 | www.chrsm.be        |
| 166                     | CHU UCLouvain Namur                          | Site Sainte-Élisabeth                        | Namur              | 305               | Oui               |                   | Privé             |                                                                | www.chuuclnamur.be  |
| 166                     | CHU UCLouvain Namur                          | Foyer Saint-François                         | Namur              | 10                | Non               |                   | Privé             |                                                                | www.chuuclnamur.be  |
| 264                     | CHU UCLouvain Namur                          | Site Dinant (site Saint-Vincent)             | Dinant             | 211               | Oui               |                   | Privé             |                                                                | www.chuuclnamur.be  |
| 264                     | CHU UCLouvain Namur                          | Site Sainte-Anne                             | Dinant             | 24                | Non               |                   | Privé             |                                                                | www.chuuclnamur.be  |
| 706                     | Clinique Saint-Luc                           | Clinique Saint-Luc                           | Namur              | 302               | Oui               | ACI-or            | Privé             | Association avec CHU UCLouvain Namur                           | www.slbo.be         |
| Hôpitaux universitaires |                                              |                                              |                    |                   |                   |                   |                   |                                                                |                     |
| N° d'enreg.             | Hôpital                                      | Campus de l'hôpital                          | Commune            | Lits              | Service d'urgence | Accréditation     | Statut            | Particularités                                                 | Site web            |
| Aucun.                  |                                              |                                              |                    |                   |                   |                   |                   |                                                                |                     |
| Hôpitaux catégoriels    |                                              |                                              |                    |                   |                   |                   |                   |                                                                |                     |
| N° d'enreg.             | Hôpital                                      | Campus de l'hôpital                          | Commune            | Lits              | Service d'urgence | Accréditation     | Statut            | Particularités                                                 | Site web            |
| Aucun.                  |                                              |                                              |                    |                   |                   |                   |                   |                                                                |                     |
| Hôpitaux psychiatriques |                                              |                                              |                    |                   |                   |                   |                   |                                                                |                     |
| N° d'enreg.             | Hôpital                                      | Campus de l'hôpital                          | Commune            | Lits              | Service d'urgence | Accréditation     | Statut            | Particularités                                                 | Site web            |
| 938                     | Centre de psychiatrie infantile Les Goélands | Centre de psychiatrie infantile Les Goélands | Jemeppe-sur-Sambre | 25                | -                 |                   | Privé             |                                                                | www.lesgoelands.be  |
| 955                     | Hôpital psychiatrique du Beau Vallon         | Hôpital psychiatrique du Beau Vallon         | Namur              | 376               | -                 | ACI-or            | Privé             |                                                                | www.beauvallon.be   |
| 986                     | Centre neuro psychiatrique Saint-Martin      | Centre neuro psychiatrique Saint-Martin      | Namur              | 315               | -                 |                   | Privé             | Fait partie des Broeders van Liefde                            | www.cp-st-martin.be |

## Liège
| Hôpitaux généraux       | Hôpitaux généraux                                  | Hôpitaux généraux                                      | Hôpitaux généraux | Hôpitaux généraux | Hôpitaux généraux | Hôpitaux généraux | Hôpitaux généraux | Hôpitaux généraux                                                                                | Hôpitaux généraux          |
| N° d'enreg.             | Hôpital                                            | Campus                                                 | Commune           | Lits              | Service d'urgence | Accréditation     | Statut            | Particularités                                                                                   | Site web                   |
| ----------------------- | -------------------------------------------------- | ------------------------------------------------------ | ----------------- | ----------------- | ----------------- | ----------------- | ----------------- | ------------------------------------------------------------------------------------------------ | -------------------------- |
| 004                     | Clinique Reine Astrid                              | Clinique Reine Astrid                                  | Malmedy           | 151               | Oui               |                   | Public            |                                                                                                  | www.cliniquemalmedy.be     |
| 015                     | Hôpital Sankt-Nikolaus                             | Hôpital Sankt-Nikolaus                                 | Eupen             | 192               | Oui               |                   | Privé             | Fait partie de la Communauté germanophone                                                        | www.hospital-eupen.be      |
| 020                     | Centre hospitalier régional de Verviers            | Site La Tourelle                                       | Verviers          | 376               | Oui               |                   | Public            |                                                                                                  | www.chrverviers.be         |
| 020                     | Centre hospitalier régional de Verviers            | Site Peltzer                                           | Verviers          | 60                | Non               |                   | Public            |                                                                                                  | www.chrverviers.be         |
| 023                     | Clinique André Renard                              | Clinique André Renard                                  | Herstal           | 160               | Oui               |                   | Privé             | - Association avec le CHU de Liège (site Sart-Tilman uniquement) - Fait partie de Solidaris      | www.cliniqueandrerenard.be |
| 037                     | Intercommunale de Soins Spécialisés de Liège       | Hôpital du Valdor                                      | Liège             | 229               | Non               |                   | Public            |                                                                                                  | www.isosl.be               |
| 037                     | Intercommunale de Soins Spécialisés de Liège       | Hôpital Pèrî                                           | Liège             | 257               | Non               |                   | Public            |                                                                                                  | www.isosl.be               |
| 042                     | Centre hospitalier Bois de l'Abbaye                | Site Seraing                                           | Seraing           | 327               | Oui               |                   | Public            | Hôpital général à caractère universitaire                                                        | www.chba.be                |
| 042                     | Centre hospitalier Bois de l'Abbaye                | Site Waremme                                           | Waremme           | 100               | Oui               |                   | Public            | Hôpital général à caractère universitaire                                                        | www.chba.be                |
| 068                     | Centre hospitalier régional de Huy                 | Centre hospitalier régional de Huy                     | Huy               | 317               | Oui               |                   | Public            | Hôpital général à caractère universitaire                                                        | www.chrh.be                |
| 152                     | Centre hospitalier chrétien                        | Clinique MontLégia                                     | Liège             | 694               | Oui               | ACI-or            | Privé             | - Issu de la fusion de 2 hôpitaux (2001) - MontLégia (ouvert en 2020) a remplacé 3 autres campus | www.chc.be                 |
| 152                     | Centre hospitalier chrétien                        | Clinique Waremme                                       | Waremme           | 87                | Oui               | ACI-or            | Privé             | - Issu de la fusion de 2 hôpitaux (2001) - MontLégia (ouvert en 2020) a remplacé 3 autres campus | www.chc.be                 |
| 158                     | Centre hospitalier chrétien                        | Clinique Hermalle                                      | Oupeye            | 110               | Oui               | ACI-or            | Privé             | Voir plus haut                                                                                   | www.chc.be                 |
| 158                     | Centre hospitalier chrétien                        | Clinique Heusy                                         | Verviers          | 118               | Oui               | ACI-or            | Privé             | Voir plus haut                                                                                   | www.chc.be                 |
| 257                     | Klinik Sankt Josef                                 | Klinik Sankt Josef                                     | Saint-Vith        | 156               | Oui               |                   | Privé             | Fait partie de la Communauté germanophone                                                        | www.klinik.be              |
| 412                     | Centre hospitalier régional de la Citadelle        | Site Château Rouge                                     | Herstal           | 35                | Non               |                   | Public            | - Issu de la fusion de 2 hôpitaux (1999) - Hôpital général à caractère universitaire             | www.chrcitadelle.be        |
| 412                     | Centre hospitalier régional de la Citadelle        | Site Citadelle                                         | Liège             | 862               | Oui               |                   | Public            | - Issu de la fusion de 2 hôpitaux (1999) - Hôpital général à caractère universitaire             | www.chrcitadelle.be        |
| Hôpitaux universitaires |                                                    |                                                        |                   |                   |                   |                   |                   |                                                                                                  |                            |
| N° d'enreg.             | Hôpital                                            | Campus                                                 | Commune           | Lits              | Service d'urgence | Accréditation     | Statut            | Particularités                                                                                   | Site web                   |
| 707                     | Centre hospitalier universitaire de Liège          | Site Ourthe-Amblève                                    | Esneux            | 40                | Non               |                   | Public            | Association avec la Clinique André Renard (site Sart-Tilman uniquement)                          | www.chuliege.be            |
| 707                     | Centre hospitalier universitaire de Liège          | Site Notre-Dame des Bruyères                           | Liège             | 253               | Oui               |                   | Public            | Association avec la Clinique André Renard (site Sart-Tilman uniquement)                          | www.chuliege.be            |
| 707                     | Centre hospitalier universitaire de Liège          | Site Sart-Tilman                                       | Liège             | 625               | Oui               |                   | Public            | Association avec la Clinique André Renard (site Sart-Tilman uniquement)                          | www.chuliege.be            |
| 707                     | Centre hospitalier universitaire de Liège          | Centre neurologique et de réhabilitation fonctionnelle | Tinlot            | 120               | Non               |                   | Public            | Association avec la Clinique André Renard (site Sart-Tilman uniquement)                          | www.chuliege.be            |
| Hôpitaux catégoriels    |                                                    |                                                        |                   |                   |                   |                   |                   |                                                                                                  |                            |
| N° d'enreg.             | Hôpital                                            | Campus                                                 | Commune           | Lits              | Service d'urgence | Accréditation     | Statut            | Particularités                                                                                   | Site web                   |
| 722                     | Foyer Horizon                                      | Foyer Horizon                                          | Plombières        | 6                 | -                 |                   | Public            | Soins palliatifs                                                                                 | www.inago.be               |
| Hôpitaux psychiatriques |                                                    |                                                        |                   |                   |                   |                   |                   |                                                                                                  |                            |
| N° d'enreg.             | Hôpital                                            | Campus                                                 | Commune           | Lits              | Service d'urgence | Accréditation     | Statut            | Particularités                                                                                   | Site web                   |
| 908                     | Intercommunale de soins spécialisés de Liège       | Centre hospitalier spécialisé L'Accueil                | Lierneux          | 413               | -                 |                   | Public            |                                                                                                  | www.isosl.be               |
| 925                     | Centre hospitalier spécialisé Notre-Dame des Anges | Centre hospitalier spécialisé Notre-Dame des Anges     | Liège             | 214               | -                 |                   | Privé             |                                                                                                  | www.cnda.be                |
| 954                     | Clinique psychiatrique des Frères Alexiens         | Clinique psychiatrique des Frères Alexiens             | Welkenraedt       | 258               | -                 |                   | Privé             |                                                                                                  | www.cpfa.be                |
| 964                     | Hôpital de jour universitaire La Clé               | Hôpital de jour universitaire La Clé                   | Liège             | 30                | -                 |                   | Privé             |                                                                                                  | www.hjulacle.be            |
| 972                     | Intercommunale de soins spécialisés de Liège       | Hôpital Petit Bourgogne                                | Liège             | 281               | -                 |                   | Public            |                                                                                                  | www.isosl.be               |
| 972                     | Intercommunale de soins spécialisés de Liège       | Hôpital Agora                                          | Liège             | 115               | -                 |                   | Public            |                                                                                                  | www.isosl.be               |
| 972                     | Intercommunale de soins spécialisés de Liège       | Centre Louis Hillier                                   | Liège             | 44                | -                 |                   | Public            |                                                                                                  | www.isosl.be               |

## Luxembourg
| Hôpitaux généraux       | Hôpitaux généraux                                                                 | Hôpitaux généraux                                                                 | Hôpitaux généraux  | Hôpitaux généraux | Hôpitaux généraux | Hôpitaux généraux | Hôpitaux généraux | Hôpitaux généraux                                                 | Hôpitaux généraux |
| N° d'enreg.             | Hôpital                                                                           | Campus de l'hôpital                                                               | Commune            | Lits              | Service d'urgence | Accréditation     | Statut            | Particularités                                                    | Site web          |
| ----------------------- | --------------------------------------------------------------------------------- | --------------------------------------------------------------------------------- | ------------------ | ----------------- | ----------------- | ----------------- | ----------------- | ----------------------------------------------------------------- | ----------------- |
| 164                     | Vivalia - Institut Famenne Ardenne Condroz                                        | Hôpital Sainte-Thérèse                                                            | Bastogne           | 96                | Oui               |                   | Public            | Fait partie de Vivalia                                            | www.vivalia.be    |
| 164                     | Vivalia - Institut Famenne Ardenne Condroz                                        | Hôpital Princesse Paola                                                           | Marche-en-Famenne  | 200               | Oui               |                   | Public            | Fait partie de Vivalia                                            | www.vivalia.be    |
| 168                     | Vivalia - Centre hospitalier de l'Ardenne                                         | Vivalia - Centre hospitalier de l'Ardenne                                         | Libramont-Chevigny | 292               | Oui               |                   | Public            | Fait partie de Vivalia                                            | www.vivalia.be    |
| 246                     | Vivalia - Cliniques du Sud-Luxembourg                                             | Clinique Saint-Joseph                                                             | Arlon              | 337               | Oui               |                   | Public            | - Issu de la fusion de 2 hôpitaux (1994) - Fait partie de Vivalia | www.vivalia.be    |
| 246                     | Vivalia - Cliniques du Sud-Luxembourg                                             | Clinique Edmond-Jacques                                                           | Virton             | 96                | Non               |                   | Public            | - Issu de la fusion de 2 hôpitaux (1994) - Fait partie de Vivalia | www.vivalia.be    |
| Hôpitaux universitaires |                                                                                   |                                                                                   |                    |                   |                   |                   |                   |                                                                   |                   |
| N° d'enreg.             | Hôpital                                                                           | Campus de l'hôpital                                                               | Commune            | Lits              | Service d'urgence | Accréditation     | Statut            | Particularités                                                    | Site web          |
| Aucun.                  |                                                                                   |                                                                                   |                    |                   |                   |                   |                   |                                                                   |                   |
| Hôpitaux catégoriels    |                                                                                   |                                                                                   |                    |                   |                   |                   |                   |                                                                   |                   |
| N° d'enreg              | Hôpital                                                                           | Campus de l'hôpital                                                               | Commune            | Lits              | Service d'urgence | Accréditation     | Statut            | Particularités                                                    | Site web          |
| Aucun.                  |                                                                                   |                                                                                   |                    |                   |                   |                   |                   |                                                                   |                   |
| Hôpitaux psychiatriques |                                                                                   |                                                                                   |                    |                   |                   |                   |                   |                                                                   |                   |
| N° d'enreg              | Hôpital                                                                           | Campus de l'hôpital                                                               | Commune            | Lits              | Service d'urgence | Accréditation     | Statut            | Particularités                                                    | Site web          |
| 985                     | Vivalia - Centre universitaire psychiatrique (hôpital psychiatrique La Clairière) | Vivalia - Centre universitaire psychiatrique (hôpital psychiatrique La Clairière) | Bertrix            | 199               | -                 |                   | Public            | Fait partie de Vivalia                                            | www.vivalia.be    |